# Бендль, Карел
Карел Бендль (Karel Bendl; 16 апреля 1838, Прага — 20 сентября 1897) — чешский музыкант, композитор и дирижёр.

## Биография
Карел Бендль родился 16 апреля 1838 года в городе Праге.
С 1855 по 1858 год учился в Пражской школе органистов, где его музыкальным педагогом был Карл Франц Пич, во многом благодаря которому юноша получил блестящее музыкальное образование. В 1861 году написал песню «Poletuje holubice», которая принесла ему широкую известность.
В 1864 году отправился в Брюссель в качестве второго дирижёра немецкой оперной труппы, затем в течение сезона работал хормейстером в аналогичной оперной труппе в Амстердаме, краткое время провёл также в Париже. Возвратившись в Прагу, был директором музыкального общества «Hlahol», в 1874—1875 гг. совмещая этот пост с работой в опере. С 1878 года возглавлял частный оркестр Павла фон Дервиза в Лугано и Ницце, в 1881 году стал капельмейстером Миланского собора, но уже в том же году вернулся на родину в Чехию, где проживал до самой смерти. С 1883 по 1886 год был редактором музыкального приложения к газете «Humoristicky list». В период с 1890 по 1891 год Бендль занимал должность Председателя Союза чешских певческих обществ. В 1890 году был избран членом Чешской академии наук и искусств. С 1894 преподавал композицию в Пражской консерватории.
Карел Бендль скончался 20 сентября 1897 года в родном городе.
Бендль написал оперы «Lejla», «Břetislav a Jitka», «Stari źenich», «Čarovny květ», оперетту «Indicka princezna» и музыку к пьесам: «Černohorci», «Dité Tabora» и др. Из множества других сочинений Бендля большой известностью пользуется баллада «Švanda dudák», тарантелла, югославянская рапсодия и др. Также Карел Бендль сочинил много пьес для оркестра с сопровождением пения, например «Po bitvě Bělohorskè», «Kališnici», «Umirajici Husita», «Ciganske melodie», «Hebrejska elegli», «Smrt Prokopa Velkeho», «Spěv Vili nad vodami» и другие. Помимо этого ему принадлежат несколько кантат, сочинений для оркестра, множество сборников духовных и светских песен. Сочинения композитора отличаются восточным характером, хотя между ними немало и носящих национальный чешский характер.

## Музыкальные произведения

### Произведения для оркестра
1. Tarantella (1881)
2. Jihoslovanská rhapsodie (1881)
3. Slavnostní pochod k otevření Národního divadla (1881)
4. Polonéza (1882)
5. Dithyramb (1887)
6. Capriccio (1887)
7. 6 sousedských (1889)
8. Ouvertura и др.

### Песни
1. 6 písní z Rukopisu královédvorského (1875)
2. Cigánské melodie — слова Adolf Heyduk — (1881)
3. Cypřiše — сл. Gustav Pfleger Moravský — (1882)
4. Písně v národním tónu (1882)
5. Dětské písně (1880)
6. Květy lásky (1883)
7. Za šera — сл. Vítězslav Hálek — (1884)
8. Skřivánčí písně — сл. Josef Václav Sládek — (1886)
9. 12 milostných písní (1891)
10. Album písní (10 ч.)
11. Slavín
12. 10 dvojzpěvů pro soprán a alt
13. Patero dvojzpěvů pro ženské hlasy (сл. Витезслава Галека)
14. V přírodě

### Оперы
1. Лейла (Lejla, 1867)
2. Бржетислав (Břetislav, 1869)
3. Старый жених (Starý ženich, 1871)

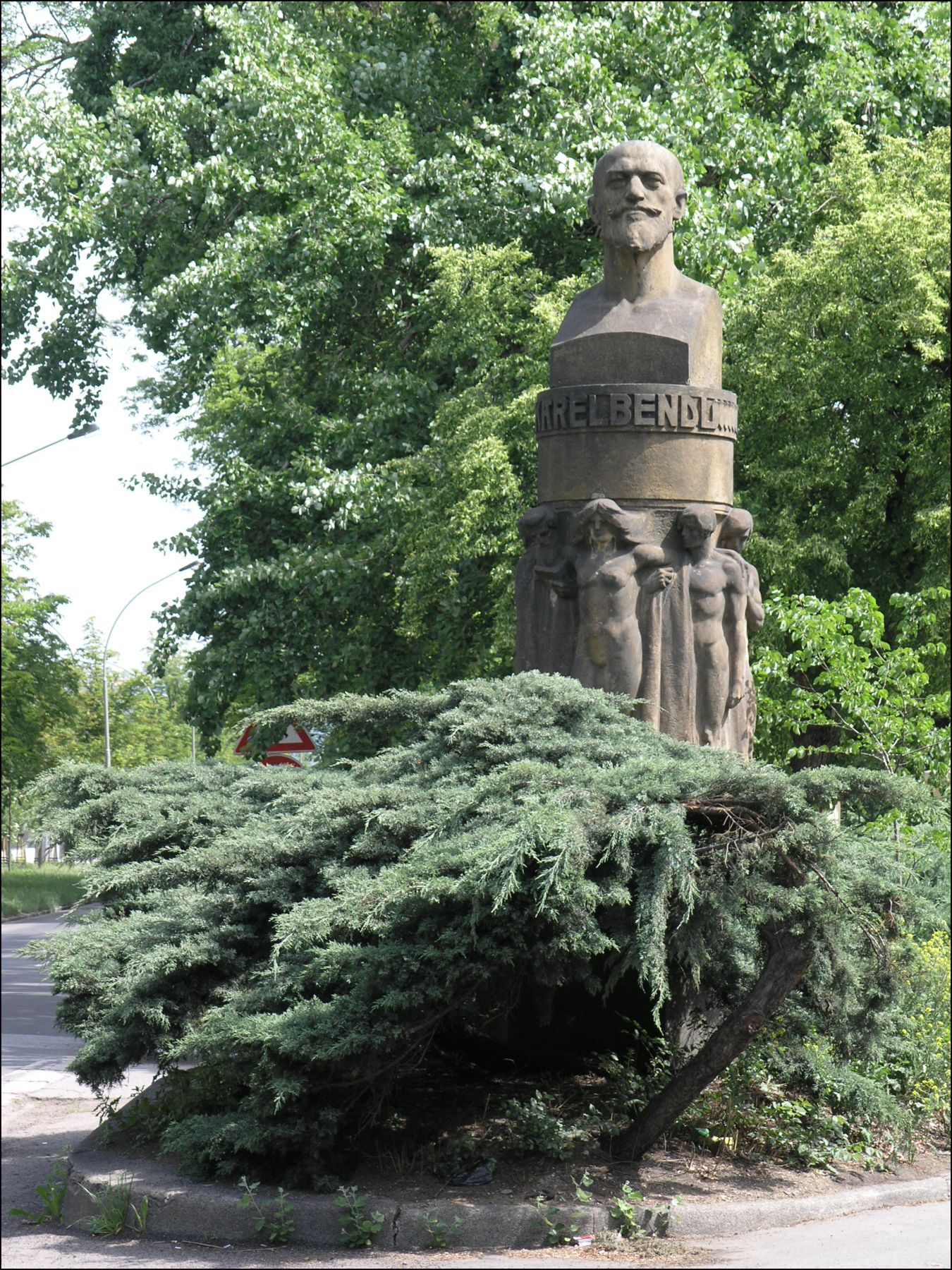
Памятник в Праге

4. Волшебный цветок (Čarovný květ, 1876)
5. Черногорцы (Čerohorci, 1881)
6. Джина (Gina, 1884)
7. Карел Шкрета (Karel Škréta, 1883)
8. Дитя Табора (Dítě Tábora, 1886)
9. Любимая мать (Máti Míla, 1893)
10. Шванда-волынщик (Švanda dudák, 1896)
11. Žena Vršovcova (1874)

### Балет
- Чешская свадьба (Česká svatba, 1894)